# 三毛猫ホームズの推理
『三毛猫ホームズの推理』（みけねこホームズのすいり）は、日本の小説家赤川次郎によって1978年に発表された長編推理小説である。猫を主人公にすえた設定が人気をよんだ。三毛猫ホームズシリーズの第1作であり、レギュラーメンバーのうち片山義太郎、片山晴美、ホームズといった面々は登場しているものの、石津刑事や栗原警視は登場していない。

## あらすじ
羽衣女子大学の学生が殺害される事件が発生した。血を見るのが苦手で女性恐怖症というダメ刑事・片山義太郎は捜査一課長・三田村繁に命じられて羽衣女子大学に出向き、文学部長・森崎智雄と話をするが、その被害者が売春を行っていたこと、そしてそれが組織的なものであることから、その内偵のために羽衣女子大学に潜入することとなる。
森崎の飼い猫であるホームズ、そしてここの学生である吉塚雪子も片山に協力することになるが、そんなある日、森崎が殺害されてしまい、ホームズを引き取ることになった。

## 書誌情報
- 『三毛猫ホームズの推理』（光文社カッパノベルス、1978年4月30日） ISBN 978-4-334-02342-3
- 『三毛猫ホームズの推理』（角川書店角川文庫、1984年4月10日） ISBN 978-4-04-149781-4
- 『三毛猫ホームズの推理』（光文社光文社文庫、1985年3月20日） ISBN 978-4-334-70119-2
三毛猫ホームズシリーズは第2作目以降は光文社文庫に収録された後二次文庫として角川文庫に収録されているが、本作のみ角川文庫への収録時期の方が光文社文庫への収録時期よりも早い。
- 『愛蔵版　三毛猫ホームズの推理』（光文社、2006年3月25日） ISBN 978-4-334-92488-1
ハードカバー、2005年に著者の赤川次郎が第9回日本ミステリー文学大賞を受賞したことを記念して出版された。本編の他、インタビュー、山前譲による解説、書き下ろし短編「三毛猫ホームズのいたずら書き」を収録している。なお、この短編「三毛猫ホームズのいたずら書き」は、短編集『三毛猫ホームズの用心棒』（光文社カッパノベルス版は2009年12月25日刊、光文社文庫版は2013年4月20日刊）に収録されている。